# Boogiewoogie (dans)
Boogiewoogie is een rock-'n-rolldansstijl gekenmerkt door een oorspronkelijke jaren 50 van de twintigste eeuw uitstraling en gedanst op oorspronkelijk rock-'n-rollmuziek.
Dans en muziek werden in de jaren 40 door Amerikaanse soldaten in Europa geïntroduceerd. Boogiewoogie wordt ook als danssport in wedstrijdverband gedanst. 
Het is verwant aan lindyhop en acrobatische rock-'n-roll.